# Llista de guardonats amb el Premi Nobel
Els premis Nobel (suec: Nobelpriset, noruec: Nobelprisen) són guardonats anualment per la Reial Acadèmia Sueca de Ciències, l'Acadèmia Irlandesa, l'Institut Karolinska i pel Comitè Noruec del Nobel a individus o organitzacions que van fer contribucions destacades en el camp de la química, física, literatura, pau i fisiologia o medicina. Van ser establerts el 1895 a voluntat d'Alfred Nobel, qui va dictar que haurien de ser lliurats per la Fundació Nobel. Un altre premi, el Premi Nobel d'Economia, es va establir el 1986 pel Sveriges Riksbank, el banc central de Suècia, per contribuïdors del camp de l'economia.
Cada premi és lliurat per un comitè separat: la Reial Acadèmia de les Ciències de Suècia lliura els premis en física, química i economia; l'Institut Karolinska lliura els premis en fisiologia i medicina i el Comitè Noruec del Nobel lliura els premis de la pau. Cada any, els receptors reben una medalla, un diploma i un premi en efectiu que varia amb els anys. El 1901, els guanyadors del primer Premi Nobel van rebre 150.782 corones sueques, la qual cosa equival a 7.731.004 corones de 2007; en comparació, el 2008 els guardonats van rebre una suma en efectiu de 10.000.000 de corones. Els guardons són presentats a Estocolm en una cerimònia anual el 10 de desembre, l'aniversari de la mort de Nobel.
Fins al 2011, 826 persones i 20 organitzacions han rebut el premi Nobel, incloent-hi als 62 guanyadors del Premi Nobel d'Economia. Únicament quatre premis Nobel no s'han lliurat per problemes governamentals. Adolf Hitler va prohibir als tres alemanys, Richard Kuhn (química, 1938), Adolf Butenandt (química, 1939), i Gerhard Domagk (fisiologia o medicina, 1939), d'acceptar els seus Premis Nobel, i el govern de la Unió Soviètica va pressionar Boris Pasternak (literatura, 1958) a rebutjar el seu premi.
Dues persones, Jean-Paul Sartre (literatura, 1964) i Le Duc Tho (pau, 1973), van rebutjar el premi. Sartre el va rebutjar com altres honors anteriors que se li entregaren, i Lê va rebutjar el seu premi a causa de la situació que enfrontava Vietnam en aquests moments. Sis premiats han rebut més d'un premi, dels sis, el Comitè Internacional de la Creu Roja ha rebut el premi Nobel de la Pau, tres vegades, més que qualsevol altre.
Dels 826 Premis Nobel lliurats, 38 han estat per a dones, la primera dona a guanyar un premi Nobel va ser Marie Curie, que va guanyar el Premi Nobel de Física en 1903. En anys en què els premis no es lliuraven a causa de problemes externs o per falta de presentació de candidatures, els diners del premi es retorna als fons adjudicats dels premis pertinents. El Premi Nobel no es va lliurar entre 1940 i 1942 per culpa l'esclat de la Segona Guerra Mundial.

## Guardonats
| Any  | Física                                                              | Química                                                         | Medicina o Fisiologia                                                 | Literatura                                | Pau                                                                                             | Economia                                                       |
| ---- | ------------------------------------------------------------------- | --------------------------------------------------------------- | --------------------------------------------------------------------- | ----------------------------------------- | ----------------------------------------------------------------------------------------------- | -------------------------------------------------------------- |
| 1901 | Wilhelm Conrad Röntgen                                              | Jacobus Henricus van 't Hoff                                    | Emil von Behring                                                      | Sully Prudhomme                           | Jean Henri Dunant; Frédéric Passy                                                               | —                                                              |
| 1902 | Hendrik A. Lorentz; Pieter Zeeman                                   | Hermann Emil Fischer                                            | Ronald Ross                                                           | Theodor Mommsen                           | Élie Ducommun; Charles Albert Gobat                                                             | —                                                              |
| 1903 | Henri Becquerel; Pierre Curie; Marie Curie                          | Svante Arrhenius                                                | Niels Ryberg Finsen                                                   | Bjørnstjerne Bjørnson                     | William Randal Cremer                                                                           | —                                                              |
| 1904 | Lord Rayleigh                                                       | William Ramsay                                                  | Ivan Petróvitx Pàvlov                                                 | Frédéric Mistral; José Echegaray          | Institut de Droit International                                                                 | —                                                              |
| 1905 | Philipp Lenard                                                      | Adolf von Baeyer                                                | Robert Koch                                                           | Henryk Sienkiewicz                        | Bertha von Suttner                                                                              | —                                                              |
| 1906 | Joseph John Thomson                                                 | Henri Moissan                                                   | Camillo Golgi; Santiago Ramón y Cajal                                 | Giosuè Carducci                           | Theodore Roosevelt                                                                              | —                                                              |
| 1907 | Albert Abraham Michelson                                            | Eduard Buchner                                                  | Charles Louis Alphonse Laveran                                        | Rudyard Kipling                           | Ernesto Teodoro Moneta; Louis Renault                                                           | —                                                              |
| 1908 | Gabriel Lippmann                                                    | Ernest Rutherford                                               | Ilià Ilitx Métxnikov; Paul Ehrlich                                    | Rudolf Christoph Eucken                   | Klas Pontus Arnoldson; Fredrik Bajer                                                            | —                                                              |
| 1909 | Karl Ferdinand Braun; Guglielmo Marconi                             | Wilhelm Ostwald                                                 | Emil Theodor Kocher                                                   | Selma Lagerlöf                            | Auguste Marie François Beernaert; Paul d'Estournelles de Constant                               | —                                                              |
| 1910 | Johannes Diderik van der Waals                                      | Otto Wallach                                                    | Albrecht Kossel                                                       | Paul Heyse                                | Oficina Internacional per la Pau                                                                | —                                                              |
| 1911 | Wilhelm Wien                                                        | Marie Curie                                                     | Allvar Gullstrand                                                     | Maurice Maeterlinck                       | Tobias Michael Carel Asser; Alfred Hermann Fried                                                | —                                                              |
| 1912 | Gustaf Dalén                                                        | Victor Grignard; Paul Sabatier                                  | Alexis Carrel                                                         | Gerhart Hauptmann                         | Elihu Root                                                                                      | —                                                              |
| 1913 | Heike Kamerlingh Onnes                                              | Alfred Werner                                                   | Charles Richet                                                        | Rabindranath Tagore                       | Henri La Fontaine                                                                               | —                                                              |
| 1914 | Max von Laue                                                        | Theodore William Richards                                       | Robert Bárány                                                         | No atorgat                                | No atorgat                                                                                      | —                                                              |
| 1915 | William Henry Bragg William Lawrence Bragg                          | Richard Martin Willstätter                                      | No atorgat                                                            | Romain Rolland                            | No atorgat                                                                                      | —                                                              |
| 1916 | No atorgat                                                          | No atorgat                                                      | No atorgat                                                            | Verner von Heidenstam                     | No atorgat                                                                                      | —                                                              |
| 1917 | Charles Glover Barkla                                               | No atorgat                                                      | No atorgat                                                            | Karl Adolph Gjellerup; Henrik Pontoppidan | Comitè Internacional de la Creu Roja                                                            | —                                                              |
| 1918 | Max Planck                                                          | Fritz Haber                                                     | No atorgat                                                            | No atorgat                                | No atorgat                                                                                      | —                                                              |
| 1919 | Johannes Stark                                                      | No atorgat                                                      | Jules Bordet                                                          | Carl Spitteler                            | Woodrow Wilson                                                                                  | —                                                              |
| 1920 | Charles Edouard Guillaume                                           | Walther Hermann Nernst                                          | August Krogh                                                          | Knut Hamsun                               | Léon Bourgeois                                                                                  | —                                                              |
| 1921 | Albert Einstein                                                     | Frederick Soddy                                                 | No atorgat                                                            | Anatole France                            | Hjalmar Branting; Christian Lous Lange                                                          | —                                                              |
| 1922 | Niels Bohr                                                          | Francis William Aston                                           | Archibald Hill; Otto Fritz Meyerhof                                   | Jacinto Benavente                         | Fridtjof Nansen                                                                                 | —                                                              |
| 1923 | Robert Andrews Millikan                                             | Fritz Pregl                                                     | Frederick Banting; John James Richard Macleod                         | William Butler Yeats                      | No atorgat                                                                                      | —                                                              |
| 1924 | Manne Siegbahn                                                      | No atorgat                                                      | Willem Einthoven                                                      | Władysław Reymont                         | No atorgat                                                                                      | —                                                              |
| 1925 | James Franck; Gustav Hertz                                          | Richard Adolf Zsigmondy                                         | No atorgat                                                            | George Bernard Shaw                       | Austen Chamberlain; Charles G. Dawes                                                            | —                                                              |
| 1926 | Jean Baptiste Perrin                                                | Theodor Svedberg                                                | Johannes Andreas Grib Fibiger                                         | Grazia Deledda                            | Aristide Briand; Gustav Stresemann                                                              | —                                                              |
| 1927 | Arthur H. Compton; Charles Thomson Rees Wilson                      | Heinrich Otto Wieland                                           | Julius Wagner-Jauregg                                                 | Henri Bergson                             | Ferdinand Buisson; Ludwig Quidde                                                                | —                                                              |
| 1928 | Owen Willans Richardson                                             | Adolf Otto Reinhold Windaus                                     | Charles Nicolle                                                       | Sigrid Undset                             | No atorgat                                                                                      | —                                                              |
| 1929 | Louis de Broglie                                                    | Arthur Harden; Hans von Euler-Chelpin                           | Christiaan Eijkman; Frederick Gowland Hopkins                         | Thomas Mann                               | Frank Billings Kellogg                                                                          | —                                                              |
| 1930 | Chandrasekhara Raman                                                | Hans Fischer                                                    | Karl Landsteiner                                                      | Sinclair Lewis                            | Nathan Söderblom                                                                                | —                                                              |
| 1931 | No atorgat                                                          | Carl Bosch; Friedrich Bergius                                   | Otto Heinrich Warburg                                                 | Erik Axel Karlfeldt                       | Jane Addams; Nicholas Murray Butler                                                             | —                                                              |
| 1932 | Werner Heisenberg                                                   | Irving Langmuir                                                 | Charles Scott Sherrington; Edgar Douglas Adrian                       | John Galsworthy                           | No atorgat                                                                                      | —                                                              |
| 1933 | Erwin Schrödinger; Paul Dirac                                       | No atorgat                                                      | Thomas Hunt Morgan                                                    | Ivan Bunin                                | Ralph Norman Angell                                                                             | —                                                              |
| 1934 | No atorgat                                                          | Harold Clayton Urey                                             | George Whipple; George Minot; William Parry Murphy                    | Luigi Pirandello                          | Arthur Henderson                                                                                | —                                                              |
| 1935 | James Chadwick                                                      | Frédéric Joliot-Curie; Irène Joliot-Curie                       | Hans Spemann                                                          | No atorgat                                | Carl von Ossietzky                                                                              | —                                                              |
| 1936 | Victor Franz Hess; Carl David Anderson                              | Peter Debye                                                     | Henry Hallett Dale; Otto Loewi                                        | Eugene O'Neill                            | Carlos Saavedra Lamas                                                                           | —                                                              |
| 1937 | Clinton Davisson; George Paget Thomson                              | Walter Haworth; Paul Karrer                                     | Albert Szent-Györgyi                                                  | Roger Martin du Gard                      | Robert Cecil of Chelwood                                                                        | —                                                              |
| 1938 | Enrico Fermi                                                        | Richard Kuhn[A]                                                 | Corneille Heymans                                                     | Pearl S. Buck                             | Passaport Nansen                                                                                | —                                                              |
| 1939 | Ernest Lawrence                                                     | Adolf Butenandt;[A] Lavoslav Ružička                            | Gerhard Domagk[A]                                                     | Frans Eemil Sillanpää                     | No atorgat                                                                                      | —                                                              |
| 1940 | No atorgat                                                          | No atorgat                                                      | No atorgat                                                            | No atorgat                                | No atorgat                                                                                      | —                                                              |
| 1941 | No atorgat                                                          | No atorgat                                                      | No atorgat                                                            | No atorgat                                | No atorgat                                                                                      | —                                                              |
| 1942 | No atorgat                                                          | No atorgat                                                      | No atorgat                                                            | No atorgat                                | No atorgat                                                                                      | —                                                              |
| 1943 | Otto Stern                                                          | George de Hevesy                                                | Henrik Dam; Edward Adelbert Doisy                                     | No atorgat                                | No atorgat                                                                                      | —                                                              |
| 1944 | Isidor Isaac Rabi                                                   | Otto Hahn                                                       | Joseph Erlanger; Herbert Spencer Gasser                               | Johannes Vilhelm Jensen                   | Comitè Internacional de la Creu Roja                                                            | —                                                              |
| 1945 | Wolfgang Pauli                                                      | Artturi Ilmari Virtanen                                         | Alexander Fleming; Ernst Boris Chain; Howard Walter Florey            | Gabriela Mistral                          | Cordell Hull                                                                                    | —                                                              |
| 1946 | Percy Williams Bridgman                                             | James B. Sumner; John Howard Northrop; Wendell Meredith Stanley | Hermann Joseph Muller                                                 | Hermann Hesse                             | Emily Greene Balch; John Mott                                                                   | —                                                              |
| 1947 | Edward V. Appleton                                                  | Robert Robinson                                                 | Carl Ferdinand Cori; Gerty Theresa Cori; Bernardo Houssay             | André Gide                                | Friends Service Council; American Friends Service Committee                                     | —                                                              |
| 1948 | Patrick Blackett                                                    | Arne Tiselius                                                   | Paul Hermann Müller                                                   | T. S. Eliot                               | No atorgat[B]                                                                                   | —                                                              |
| 1949 | Hideki Yukawa                                                       | William Giauque                                                 | Walter Rudolf Hess; António Egas Moniz                                | William Faulkner                          | John Boyd Orr                                                                                   | —                                                              |
| 1950 | Cecil Powell                                                        | Otto Diels; Kurt Alder                                          | Philip Showalter Hench; Edward Calvin Kendall; Tadeus Reichstein      | Bertrand Russell                          | Ralph Bunche                                                                                    | —                                                              |
| 1951 | John Cockcroft; Ernest Walton                                       | Edwin McMillan; Glenn T. Seaborg                                | Max Theiler                                                           | Pär Lagerkvist                            | Léon Jouhaux                                                                                    | —                                                              |
| 1952 | Felix Bloch; Edward M. Purcell                                      | Archer John Porter Martin; Richard Laurence Millington Synge    | Selman Waksman                                                        | François Mauriac                          | Albert Schweitzer                                                                               | —                                                              |
| 1953 | Frits Zernike                                                       | Hermann Staudinger                                              | Hans Adolf Krebs; Fritz Albert Lipmann                                | Winston Churchill                         | George Marshall                                                                                 | —                                                              |
| 1954 | Max Born; Walther Bothe                                             | Linus Pauling                                                   | John Franklin Enders; Frederick Chapman Robbins; Thomas Huckle Weller | Ernest Hemingway                          | ACNUR                                                                                           | —                                                              |
| 1955 | Willis Lamb; Polykarp Kusch                                         | Vincent du Vigneaud                                             | Hugo Theorell                                                         | Halldór Laxness                           | No atorgat                                                                                      | —                                                              |
| 1956 | John Bardeen; Walter Houser Brattain; William Shockley              | Cyril Norman Hinshelwood; Nikolai Semenov                       | André Frédéric Cournand; Werner Forssmann; Dickinson W. Richards      | Juan Ramón Jiménez                        | No atorgat                                                                                      | —                                                              |
| 1957 | Chen Ning Yang; Tsung-Dao Lee                                       | Alexander Robertus Todd                                         | Daniel Bovet                                                          | Albert Camus                              | Lester B. Pearson                                                                               | —                                                              |
| 1958 | Pavel A. Cherenkov; Ilià Frank; Ígor Tamm                           | Frederick Sanger                                                | George Wells Beadle; Edward Lawrie Tatum; Joshua Lederberg            | Boris Pasternak[C]                        | Georges Pire                                                                                    | —                                                              |
| 1959 | Emilio Segrè; Owen Chamberlain                                      | Jaroslav Heyrovský                                              | Arthur Kornberg; Severo Ochoa                                         | Salvatore Quasimodo                       | Philip Noel-Baker                                                                               | —                                                              |
| 1960 | Donald A. Glaser                                                    | Willard Libby                                                   | Frank Macfarlane Burnet; Peter Medawar                                | Saint-John Perse                          | Albert Lutuli                                                                                   | —                                                              |
| 1961 | Robert Hofstadter; Rudolf Mössbauer                                 | Melvin Calvin                                                   | Georg von Békésy                                                      | Ivo Andrić                                | Dag Hammarskjöld                                                                                | —                                                              |
| 1962 | Lev Landau                                                          | Max Perutz; John Kendrew                                        | Francis Crick; James D. Watson; Maurice Wilkins                       | John Steinbeck                            | Linus Pauling                                                                                   | —                                                              |
| 1963 | Eugene Wigner; Maria Goeppert-Mayer; J. Hans D. Jensen              | Karl Ziegler; Giulio Natta                                      | John Carew Eccles; Alan Lloyd Hodgkin; Andrew Huxley                  | Giorgos Seferis                           | Comitè Internacional de la Creu Roja; Societats Nacionals de la Creu Roja i la Mitja Lluna Roja | —                                                              |
| 1964 | Charles H. Townes; Nikolai Bàssov; Aleksandr Mikhàilovitx Prókhorov | Dorothy Crowfoot Hodgkin                                        | Konrad Emil Bloch; Feodor Felix Konrad Lynen                          | Jean-Paul Sartre[D]                       | Martin Luther King, Jr.                                                                         | —                                                              |
| 1965 | Sin-Itiro Tomonaga; Julian Schwinger; Richard P. Feynman            | Robert Burns Woodward                                           | François Jacob; André Lwoff; Jacques Monod                            | Michail Aleksandrovich Sholokhov          | UNICEF                                                                                          | —                                                              |
| 1966 | Alfred Kastler                                                      | Robert S. Mulliken                                              | Francis Peyton Rous; Charles Brenton Huggins                          | Shmuel Yosef Agnon; Nelly Sachs           | No atorgat                                                                                      | —                                                              |
| 1967 | Hans Bethe                                                          | Manfred Eigen; Ronald George Wreyford Norrish; George Porter    | Ragnar Granit; Haldan Keffer Hartline; George Wald                    | Miguel Ángel Asturias                     | No atorgat                                                                                      | —                                                              |
| 1968 | Luis Walter Álvarez                                                 | Lars Onsager                                                    | Robert W. Holley; Har Gobind Khorana; Marshall Warren Nirenberg       | Yasunari Kawabata                         | René Cassin                                                                                     | —                                                              |
| 1969 | Murray Gell-Mann                                                    | Derek Barton; Odd Hassel                                        | Max Delbrück; Alfred Hershey; Salvador Luria                          | Samuel Beckett                            | Organització Internacional del Treball                                                          | Ragnar Anton Kittil Frisch; Jan Tinbergen                      |
| 1970 | Hannes Alfvén; Louis Néel                                           | Luis Federico Leloir                                            | Julius Axelrod; Ulf von Euler; Bernard Katz                           | Aleksandr Soljenitsin                     | Norman Borlaug                                                                                  | Paul Samuelson                                                 |
| 1971 | Dennis Gabor                                                        | Gerhard Herzberg                                                | Earl Wilbur Sutherland Jr.                                            | Pablo Neruda                              | Willy Brandt                                                                                    | Simon Kuznets                                                  |
| 1972 | John Bardeen; Leon Neil Cooper; Robert Schrieffer                   | Christian B. Anfinsen; Stanford Moore; William Howard Stein     | Gerald Edelman; Rodney Robert Porter                                  | Heinrich Böll                             | No atorgat                                                                                      | John Hicks; Kenneth Arrow                                      |
| 1973 | Leo Esaki; Ivar Giaever; Brian David Josephson                      | Ernst Otto Fischer; Geoffrey Wilkinson                          | Karl von Frisch; Konrad Lorenz; Nikolaas Tinbergen                    | Patrick White                             | Henry Kissinger; Lê Ðức Thọ[E]                                                                  | Wassily Leontief                                               |
| 1974 | Martin Ryle; Antony Hewish                                          | Paul Flory                                                      | Albert Claude; Christian de Duve; George Emil Palade                  | Eyvind Johnson; Harry Martinson           | Seán MacBride; Eisaku Sato                                                                      | Gunnar Myrdal; Friedrich Hayek                                 |
| 1975 | Aage Bohr; Ben Roy Mottelson; James Rainwater                       | John Cornforth; Vladimir Prelog                                 | David Baltimore; Renato Dulbecco; Howard Martin Temin                 | Eugenio Montale                           | Andrei Sakharov                                                                                 | Leonid Kantoróvitx; Tjalling Koopmans                          |
| 1976 | Burton Richter; Samuel Chao Chung Ting                              | William Lipscomb                                                | Baruch Samuel Blumberg; Daniel Carlton Gajdusek                       | Saul Bellow                               | Betty Williams; Mairead Corrigan                                                                | Milton Friedman                                                |
| 1977 | Philip Warren Anderson; Nevill Francis Mott; John H. van Vleck      | Ilya Prigogine                                                  | Roger Guillemin; Andrew Victor Schally; Rosalyn Sussman Yalow         | Vicente Aleixandre                        | Amnistia Internacional                                                                          | Bertil Ohlin; James Meade                                      |
| 1978 | Piotr Leonídovitx Kapitsa; Arno Penzias; Robert Woodrow Wilson      | Peter D. Mitchell                                               | Werner Arber; Daniel Nathans; Hamilton O. Smith                       | Isaac Bashevis Singer                     | Anwar El Sadat; Menachem Begin                                                                  | Herbert Simon                                                  |
| 1979 | Sheldon Glashow; Abdus Salam; Steven Weinberg                       | Herbert C. Brown; Georg Wittig                                  | Allan McLeod Cormack; Godfrey Hounsfield                              | Odysseas Elytis                           | Teresa de Calcuta                                                                               | Theodore Schultz; William Arthur Lewis                         |
| 1980 | James Cronin; Val Logsdon Fitch                                     | Paul Berg; Walter Gilbert; Frederick Sanger                     | Baruj Benacerraf; Jean Dausset; George Davis Snell                    | Czesław Miłosz                            | Adolfo Pérez Esquivel                                                                           | Lawrence Klein                                                 |
| 1981 | Nicolaas Bloembergen; Arthur Leonard Schawlow; Kai M. Siegbahn      | Kenichi Fukui; Roald Hoffmann                                   | Roger W. Sperry; David H. Hubel; Torsten N. Wiesel                    | Elias Canetti                             | ACNUR                                                                                           | James Tobin                                                    |
| 1982 | Kenneth G. Wilson                                                   | Aaron Klug                                                      | Sune Bergström; Bengt I. Samuelsson; John Robert Vane                 | Gabriel García Márquez                    | Alva Myrdal; Alfonso García Robles                                                              | George Stigler                                                 |
| 1983 | Subramanyan Chandrasekhar; William Alfred Fowler                    | Henry Taube                                                     | Barbara McClintock                                                    | William Golding                           | Lech Wałęsa                                                                                     | Gérard Debreu                                                  |
| 1984 | Carlo Rubbia; Simon van der Meer                                    | Robert Bruce Merrifield                                         | Niels Kaj Jerne; Georges J. F. Köhler; César Milstein                 | Jaroslav Seifert                          | Desmond Tutu                                                                                    | Richard Stone                                                  |
| 1985 | Klaus von Klitzing                                                  | Herbert A. Hauptman; Jerome Karle                               | Michael Stuart Brown; Joseph L. Goldstein                             | Claude Simon                              | International Physicians for the Prevention of Nuclear War                                      | Franco Modigliani                                              |
| 1986 | Ernst Ruska; Gerd Binnig; Heinrich Rohrer                           | Dudley R. Herschbach; Yuan T. Lee; John C. Polanyi              | Stanley Cohen; Rita Levi-Montalcini                                   | Wole Soyinka                              | Elie Wiesel                                                                                     | James M. Buchanan                                              |
| 1987 | Johannes Georg Bednorz; Karl Alexander Müller                       | Donald J. Cram; Jean-Marie Lehn; Charles J. Pedersen            | Susumu Tonegawa                                                       | Joseph Brodsky                            | Óscar Arias                                                                                     | Robert Solow                                                   |
| 1988 | Leon M. Lederman; Melvin Schwartz; Jack Steinberger                 | Johann Deisenhofer; Robert Huber; Hartmut Michel                | James W. Black; Gertrude B. Elion; George H. Hitchings                | Naguib Mahfouz                            | Cascos Blaus                                                                                    | Maurice Allais                                                 |
| 1989 | Norman Foster Ramsey; Hans G. Dehmelt; Wolfgang Paul                | Sidney Altman; Thomas Cech                                      | J. Michael Bishop; Harold E. Varmus                                   | Camilo José Cela                          | Tenzin Gyatso, the 14th Dalai Lama                                                              | Trygve Haavelmo                                                |
| 1990 | Jerome I. Friedman; Henry W. Kendall; Richard E. Taylor             | Elias James Corey                                               | Joseph Edward Murray; E. Donnall Thomas                               | Octavio Paz                               | Mikhaïl Gorbatxov                                                                               | Harry Markowitz; Merton Miller; William Forsyth Sharpe         |
| 1991 | Pierre-Gilles de Gennes                                             | Richard R. Ernst                                                | Erwin Neher; Bert Sakmann                                             | Nadine Gordimer                           | Aung San Suu Kyi                                                                                | Ronald Coase                                                   |
| 1992 | Georges Charpak                                                     | Rudolph A. Marcus                                               | Edmond H. Fischer; Edwin G. Krebs                                     | Derek Walcott                             | Rigoberta Menchú                                                                                | Gary Becker                                                    |
| 1993 | Russell A. Hulse; Joseph Hooton Taylor                              | Kary Mullis; Michael Smith                                      | Richard J. Roberts; Phillip Allen Sharp                               | Toni Morrison                             | Nelson Mandela; Frederik Willem de Klerk                                                        | Robert Fogel; Douglass North                                   |
| 1994 | Bertram Brockhouse; Clifford Shull                                  | George Andrew Olah                                              | Alfred G. Gilman; Martin Rodbell                                      | Kenzaburo Oe                              | Yasser Arafat; Ximon Peres; Yitzhak Rabin                                                       | John Harsanyi; John Forbes Nash; Reinhard Selten               |
| 1995 | Martin L. Perl; Frederick Reines                                    | Paul J. Crutzen; Mario J. Molina; Frank Sherwood Rowland        | Edward B. Lewis; Christiane Nüsslein-Volhard; Eric F. Wieschaus       | Seamus Heaney                             | Joseph Rotblat; Conferències Pugwash                                                            | Robert Lucas, Jr.                                              |
| 1996 | David M. Lee; Douglas D. Osheroff; Robert Coleman Richardson        | Robert F. Curl Jr.; Harold Kroto; Richard Smalley               | Peter C. Doherty; Rolf M. Zinkernagel                                 | Wisława Szymborska                        | Carlos Filipe Ximenes Belo; José Ramos-Horta                                                    | James Mirrlees; William Vickrey                                |
| 1997 | Steven Chu; Claude Cohen-Tannoudji; William D. Phillips             | Paul D. Boyer; John E. Walker; Jens Christian Skou              | Stanley B. Prusiner                                                   | Dario Fo                                  | International Campaign to Ban Landmines; Jody Williams                                          | Robert C. Merton; Myron Scholes                                |
| 1998 | Robert B. Laughlin; Horst L. Störmer; Daniel C. Tsui                | Walter Kohn; John Pople                                         | Robert F. Furchgott; Louis J. Ignarro; Ferid Murad                    | José Saramago                             | John Hume; David Trimble                                                                        | Amartya Sen                                                    |
| 1999 | Gerardus 't Hooft; Martinus J.G. Veltman                            | Ahmed Zewail                                                    | Günter Blobel                                                         | Günter Grass                              | Médecins Sans Frontières                                                                        | Robert Mundell                                                 |
| 2000 | Jorés Ivànovitx Alfiórov; Herbert Kroemer; Jack Kilby               | Alan J. Heeger; Alan MacDiarmid; Hideki Shirakawa               | Arvid Carlsson; Paul Greengard; Eric Richard Kandel                   | Gao Xingjian                              | Kim Dae Jung                                                                                    | James Heckman; Daniel McFadden                                 |
| 2001 | Eric A. Cornell; Wolfgang Ketterle; Carl E. Wieman                  | William S. Knowles; Ryoji Noyori; Karl Barry Sharpless          | Leland H. Hartwell; Tim Hunt; Paul Nurse                              | V. S. Naipaul                             | Nacions Unides; Kofi Annan                                                                      | George Akerlof; Michael Spence; Joseph E. Stiglitz             |
| 2002 | Raymond Davis Jr.; Masatoshi Koshiba; Riccardo Giacconi             | John Bennett Fenn; Koichi Tanaka; Kurt Wüthrich                 | Sydney Brenner; H. Robert Horvitz; John E. Sulston                    | Imre Kertész                              | Jimmy Carter                                                                                    | Daniel Kahneman; Vernon L. Smith                               |
| 2003 | Aleksei A. Abrikóssov; Vitali Ginzburg; Anthony J. Leggett          | Peter Agre; Roderick MacKinnon                                  | Paul Lauterbur; Peter Mansfield                                       | John Maxwell Coetzee                      | Shirin Ebadi                                                                                    | Robert F. Engle; Clive Granger                                 |
| 2004 | David J. Gross; David Politzer; Frank Wilczek                       | Aaron Ciechanover; Avram Hershko; Irwin Rose                    | Richard Axel; Linda B. Buck                                           | Elfriede Jelinek                          | Wangari Maathai                                                                                 | Finn E. Kydland; Edward C. Prescott                            |
| 2005 | Roy J. Glauber; John L. Hall; Theodor W. Hänsch                     | Yves Chauvin; Robert H. Grubbs; Richard R. Schrock              | Barry Marshall; Robin Warren                                          | Harold Pinter                             | Agència Internacional de l'Energia Atòmica; Mohamed al-Baradei                                  | Robert Aumann; Thomas Schelling                                |
| 2006 | John C. Mather; George F. Smoot                                     | Roger D. Kornberg                                               | Andrew Fire; Craig Mello                                              | Orhan Pamuk                               | Muhammad Yunus; Grameen Bank                                                                    | Edmund Phelps                                                  |
| 2007 | Albert Fert; Peter Grünberg                                         | Gerhard Ertl                                                    | Mario Capecchi; Martin Evans; Oliver Smithies                         | Doris Lessing                             | Grup Intergovernamental sobre el Canvi Climàtic; Al Gore                                        | Leonid Hurwicz; Eric Maskin; Roger Myerson                     |
| 2008 | Yoichiro Nambu; Makoto Kobayashi; Toshihide Maskawa                 | Osamu Shimomura; Martin Chalfie; Roger Y. Tsien                 | Harald zur Hausen; Françoise Barré-Sinoussi; Luc Montagnier           | Jean-Marie Gustave Le Clézio              | Martti Ahtisaari                                                                                | Paul Krugman                                                   |
| 2009 | Charles Kao; Willard Boyle; George E. Smith                         | Venkatraman Ramakrishnan; Thomas A. Steitz; Ada Yonath          | Elizabeth Blackburn; Carol W. Greider; Jack W. Szostak                | Herta Müller                              | Barack Obama                                                                                    | Elinor Ostrom; Oliver E. Williamson                            |
| 2010 | Andre Geim; Konstantin Novoselov                                    | Richard Heck; Ei-ichi Negishi; Akira Suzuki                     | Robert Edwards                                                        | Mario Vargas Llosa                        | Liu Xiaobo[F]                                                                                   | Peter A. Diamond; Dale T. Mortensen; Christopher A. Pissarides |
| 2011 | Saul Perlmutter; Adam G. Riess; Brian P. Schmidt                    | Dan Shechtman                                                   | Bruce Beutler; Jules A. Hoffmann; Ralph M. Steinman                   | Tomas Tranströmer                         | Ellen Johnson Sirleaf; Leymah Gbowee; Tawakul Karman                                            | Thomas J. Sargent; Christopher A. Sims                         |
| 2012 | Serge Haroche; David J. Wineland                                    | Robert Lefkowitz; Brian Kobilka                                 | John B. Gurdon; Shinya Yamanaka                                       | Mo Yan                                    | Unió Europea                                                                                    | Alvin E. Roth Lloyd Shapley                                    |
| 2013 | François Englert; Peter Higgs                                       | Martin Karplus; Michael Levitt; Arieh Warshel                   | James E. Rothman; Randy W. Schekman; Thomas C. Südhol                 | Alice Munro                               | Organització per la Prohibició de les Armes Químiques                                           | Eugene Fama; Lars Peter Hansen Robert James Shiller            |
| 2014 | Isamu Akasaki; Hiroshi Amano; Shūji Nakamura                        | Eric Betzig; William Moerner; Stefan Hell                       | John O'Keefe                                                          | Patrick Modiano                           | Kailash Satyarthi; Malala Yousafzai                                                             | Jean Tirole                                                    |
| 2015 | Takaaki Kajita; Arthur B. McDonald                                  | Tomas Lindahl; Paul L. Modrich; Aziz Sancar                     | William C. Campbell; Satoshi Omura; Tu Youyou                         | Svetlana Aleksiévitx                      | Quartet de Diàleg Nacional de Tunísia                                                           | Angus Deaton                                                   |
| 2016 | David J. Thouless; F. Duncan Haldane; J. Michael Kosterlitz         | Jean-Pierre Sauvage; Fraser Stoddart; Ben Feringa               | Yoshinori Ohsumi                                                      | Bob Dylan                                 | Juan Manuel Santos Calderón                                                                     | Oliver Hart; Bengt Holmström                                   |
| 2017 | Rainer Weiss; Barry Barish; Kip Thorne                              | Jacques Dubochet; Joachim Frank; Richard Henderson              | Jeffrey C. Hall; Michael Rosbash; Michael W. Young                    | Kazuo Ishiguro                            | Campanya Internacional per Abolir les Armes Nuclears                                            | Richard Thaler                                                 |
| 2018 | Arthur Ashkin Gérard Mourou Donna Strickland                        | Frances H. Arnold George P. Smith Greg Winter                   | James P. Allison Tasuku Honjo                                         | Olga Tokarczuk[G]                         | Denis Mukwege Nadia Murad                                                                       | Paul Romer William Nordhaus                                    |
| 2019 | Philip James Edwin Peebles Michel Mayor Didier Queloz               | John B. Goodenough Stanley Whittingham Akira Yoshino            | William Kaelin Peter Ratcliffe Gregg Semenza                          | Peter Handke                              | Abiy Ahmed                                                                                      | Abhijit Banerjee Esther Duflo Michael Kremer                   |
| 2020 | Roger Penrose Reinhard Genzel Andrea Mia Ghez                       | Emmanuelle Charpentier Jennifer Doudna                          | Harvey J. Alter Michael Houghton Charles M. Rice                      | Louise Glück                              | Programa Mundial d'Aliments                                                                     | Paul R. Milgrom Robert B. Wilson                               |
| 2021 | Syukuro Manabe Klaus Hasselmann Giorgio Parisi                      | David MacMillan Benjamin List                                   | David Julius Ardem Patapoutian                                        | Abdulrazak Gurnah                         | María Ressa Dmitry Muratov                                                                      | David Card Joshua D. Angrist Guido W. Imbens                   |
| 2022 | Alain Aspect; John Clauser; Anton Zeilinger                         | Carolyn R. Bertozzi; Morten P. Meldal; Karl Barry Sharpless     | Svante Pääbo                                                          | Annie Ernaux                              | Ales Bialiatski; Memorial; Centre per a les Llibertats Civils                                   | Ben S. Bernanke; Douglas W. Diamond; Philip H. Dybvig          |
| 2023 | Pierre Agostini; Ferenc Krausz; Anne L'Huillier                     | Moungi Bawend; Louis Brus; Aleixey Ekimov                       | Katalin Karikó; Drew Weissmann                                        | Jon Fosse                                 | Narges Mohammadi                                                                                | Claudia Goldin                                                 |
| Any  | Física                                                              | Química                                                         | Medicina o Fisiologia                                                 | Literatura                                | Pau                                                                                             | Economia                                                       |